# Current Time TV
Current Time TV (russisch: Настоящее Время) ist ein US-amerikanischer russischsprachiger Fernsehnachrichtensender und digitales Netzwerk (24/7 television and digital network), das von zwei Tochtergesellschaften der United States Agency for Global Media – Radio Free Europe / Radio Liberty (RFE/RL) und Voice of America (VOA) – betrieben wird. Der Fernsehsender aus Washington mit Hauptsitz in Prag, der in den USA, Lettland und anderen baltischen Ländern, der Ukraine, Bulgarien, Moldawien, Polen und anderen Ländern auf Russisch und Englisch ausgestrahlt wird, ging im Februar 2017 auf Sendung.
Den Informationen des litauischen Nachrichtenportals LRT zufolge ist er über Kabelfernsehen und auch über terrestrische Kanäle ausgestrahlt und ist „für alle kostenlos“, wobei der Sender auch für die Menschen in den Nachbarländern verfügbar sein werde, die in Grenznähe leben. Dieses berichtet auch, dass es sich bei diesen Fernsehnachrichten nach Angaben des litauischen Außenministeriums um faktengeprüfte Informationen handele, die in den Medien der nicht-demokratischen Nachbarländer nicht vorhanden seien.